# Adrian von Renteln

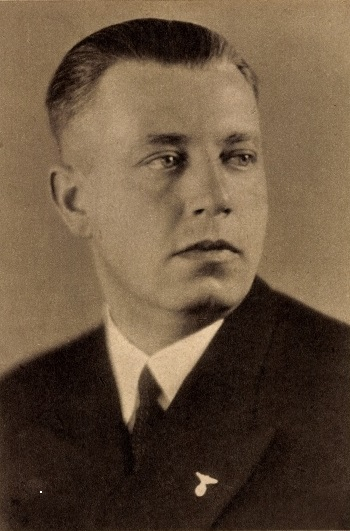
Adrian von Renteln.

Theodor Adrian von Renteln, född 15 september 1897 i Kejsardömet Ryssland, död 1946 i Sovjetunionen, var en tysk politiker (NSDAP) och journalist.  
von Renteln var av balttysk härkomst och bodde i Riga och Tartu innan han kom till Tyskland 1917. Han studerade ekonomi och juridik i Berlin och Rostock, och anslöt sig 1928 till NSDAP. 1931 utsågs han till ledare för Hitlerjugend, men efterträddes av Baldur von Schirach då han blev invald i den tyska riksdagen 1932.  
Under andra världskriget var von Renteln generalkommissarie för det av Tyskland ockuperade Litauen där han vidtog hårda åtgärder mot den judiska befolkningen. Efter kriget tillfångatogs han troligen i Sovjetunionen, dömdes till döden för krigsförbrytelser och brott mot mänskligheten och avrättades genom hängning. Det har dock även spekulerats i att von Renteln under en falsk identitet ska ha lyckats fly till Sydamerika och levt där till sin död.